# La mort va a cavall
La mort va a cavall (títol original en italià: Da uomo a uomo) és un spaghetti western dirigit per Giulio Petroni i estrenat el 1967. Ha estat doblat al català.

## Argument
Un vespre plujós, quatre homes ataquen una casa sense defensa. Bill Meceita, llavors un nen, amagat darrere un moble, assisteix a la violació i a l'homicidi de la seva família.
Quinze anys més tard, l'hora de la venjança ha sonat. Bill, ara adult, surt a la recerca dels bandits. Al mateix temps, Ryan surt de la presó, on va ser enviat fa anys pels seus antics còmplices. Ell té també només una idea present: la venjança. Els camins dels dos homes es creuaran, fins a acostar-se més del que s'hauria pogut creure. Comença llavors una relació... d'home a home !

## Repartiment
- Lee Van Cleef: Ryan
- John Phillip Law: Bill Meceita
- Carlo Pisacane
- Luigi Pistilli: Walcott
- Anthony Dawson: Burt Cavanaugh
- Mario Brega: Paco

## Al voltant de la pel·lícula
- La pel·lícula va ser rodada en el desert de Tabernas, a Espanya.
- El tema principal de la pel·lícula ha estat utilitzat a Kill Bill de Quentin Tarantino, que ret igualment homenatge a La mort era a la cita en diverses escenes.